# Daniel Williams
Sir Daniel Charles Williams (ur. 4 listopada 1935 w Saint David, zm. 2 października 2024) – grenadyjski prawnik, urzędnik państwowy i polityk. Gubernator generalny Grenady w latach 1996–2008.

## Życiorys
W latach 1952–1958 pracował jako nauczyciel. Następnie wyemigrował do Wielkiej Brytanii, gdzie został urzędnikiem państwowym. W 1967 ukończył studia prawnicze na Uniwersytecie Londyńskim, zaś w następnym roku uzyskał uprawnienia barristera. W 1970, po powrocie na Grenadę, objął urząd sędziego. Od 1974 prowadził prywatną praktykę prawniczą. Po przywróceniu na Grenadzie rządów demokratycznych, zaangażował się w działalność polityczną. Z ramienia Nowej Partii Narodowej, w latach 1984–1989 obejmował stanowiska ministerialne. Kierował wówczas kolejno resortami: zdrowia, mieszkalnictwa i środowiska oraz spraw kobiet. Był również ministrem ds. prawnych i prokuratorem generalnym. Po porażce swojej partii w wyborach parlamentarnych (1990), powrócił do praktyki prawniczej.
8 sierpnia 1996, na wniosek premiera Keitha Mitchella, został oficjalnie mianowany na stanowisko gubernatora generalnego Grenady przez królową brytyjską Elżbietę II. Urząd zajmował przez 12 lat, do 27 listopada 2008. 
W 1997 otrzymał tytuł szlachecki i Krzyż Wielki Orderu św. Michała i św. Jerzego (GCMG).